# Elecciones municipales de Las Heras de 2019
Las elecciones en el departamento de Las Heras de 2019 tuvieron lugar el 29 de septiembre, junto con las elecciones provinciales. En dicha elección se eligieron intendente municipal y concejales. Estuvieron habilitados para votar 158.996 lasherinos, repartidos en 464 mesas electorales.
Las candidaturas oficiales se definieron en las elecciones primarias, abiertas, simultáneas y obligatorias (PASO) que tuvieron lugar el 9 de junio de 2019.

## Renovación del Concejo Deliberante
En los comicios se renovó la mitad del Concejo Deliberante, que cuenta con doce bancas.
Luego de las elecciones generales, el Concejo Deliberante quedó conformado de la siguiente manera:
| Honorable Concejo Deliberante | Honorable Concejo Deliberante | Honorable Concejo Deliberante | Honorable Concejo Deliberante |
| Bloque                        | Bloque                        | Bancas obtenidas              | Bancas totales                |
| ----------------------------- | ----------------------------- | ----------------------------- | ----------------------------- |
|                               | Cambia Mendoza                | 4                             | 7                             |
|                               | Frente de Todos               | 2                             | 3                             |
|                               | Protectora                    | -                             | 1                             |
|                               | FIT                           | -                             | 1                             |
| Total                         | Total                         | 6                             | 12                            |

## Elecciones primarias
Las elecciones primarias, abiertas, simultáneas y obligatorias (PASO) tuvieron lugar el 9 de junio de 2019. Se presentaron once precandidatos a la intendencia por ocho partidos políticos distintos. Para pasar a la elección general, es requisito sacar más del 3% de los votos, además de ganar la interna del partido al que se representa.

### Resultados
|  | 77.72 % |

|  | 94.45 % |

|  | 3.37 % |

|  | 2.18 % |

|  | 34.12 % |

|  | 40.30 % |

|  | 5.30 % |

|  | 0.88 % |

|  | 6.69 % |

|  | 34.56 % |

|  | 27.87 % |

|  | 8.46 % |

|  | 8.46 % |

|  | 4.59 % |

|  | 4.59 % |

|  | 2.70 % |

|  | 2.70 % |

|  | 2.30 % |

|  | 2.30 % |

|  | 1.09 % |

|  | 1.09 % |

|  | 0.43 % |

|  | 0.43 % |

## Elecciones generales
Las elecciones generales tuvieron lugar el 29 de septiembre de 2019. El cargo a la intendencia se disputó entre los cuatro candidatos que lograron superar las elecciones primarias.

### Resultados
|  | 54.01 % |

|  | 35.76 % |

|  | 6.95 % |

|  | 3.29 % |

|  | 95.72 % |

|  | 1.45 % |

|  | 2.83 % |

|  | 79.40 % |